# Rudolf Walin
Daniel Rudolf Walin, född den 29 juni 1820 i Västerås, död den 30 november 1868 i Stockholm, var en svensk operasångare (baryton).
Walin var son till Daniel Magnus Walin och Kristina Gustava Bellander. Fadern var organist i Leksands socken och gav sonen hans första musikaliska undervisning. Efter kortare studier vid Uppsala universitet debuterade Walin 1844 på Kungliga Teatern som Rudolf i Vincenzo Bellinis Sömngångerskan. Med undantag för studier för Manuel García i Paris 1847–1848 förblev Walin Kungliga Teatern trogen under i princip hela sin yrkeskarriär, även sedan han 1863 tappat sin sångröst. Till Walins paradroller hörde titelrollen i Don Giovanni och greve Almaviva i Figaros bröllop. Ett samtida musiklexikon (Ahlström 1852) skrev om honom att han ”har en klangfull röst och är dertill en bildad musikus”.
Walin var, liksom sin syster Gustafva Amalia Walin, ledamot av Kungliga Musikaliska Akademien.